# 巴沙

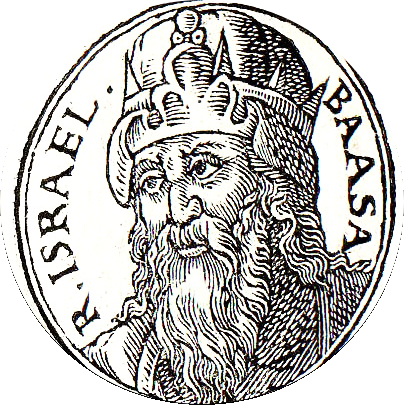
巴沙

巴沙（希伯來語：‎，？—前886年）天主教譯為巴厄沙，是古代中東國家北以色列王國的第三任君主。他的父親是亞希雅（《列王紀上》第15章第33节参）。

## 登年早期
巴沙在位的年期，目前歷史上有兩種講法：
1. 費毅榮（英语：Edwin R. Thiele）認為是從前909年到前885年。
2. 威廉·奧爾布賴特（英语：William F. Albright）認為是從前900年到前877年；

## 聖經相關章節
- 《列王紀上》第15章33節–第16章7節